# Alcétas Ier (roi de Macédoine)
Pour les articles homonymes, voir Alcétas.
Alcétas Ier (en grec ancien : Ἀλκέτας Αʹ ὁ Μακεδών) est un roi de Macédoine de la dynastie des Argéades qui règne de 576 à 547 av. J.-C.

## Biographie
Selon Eusèbe de Césarée, il n'aurait « régné que 18 ans à l'époque où Cyrus était roi des Perses ». Le Chronographeion Syntomon lui attribue par contre un règne de 22 ans. Selon Hérodote et Thucydide, il est le cinquième roi de Macédoine. 
Il a la réputation d'être un souverain calme qui cherche à préserver son royaume par des moyens pacifiques. Contrairement à ses prédécesseurs, il ne s'engage apparemment pas dans des guerres inutiles pour étendre les frontières de son royaume. Son épouse est inconnue ; il est le père d'Amyntas Ier.